# São João Evangelista (ort)
São João Evangelista är en ort i Brasilien.   Den ligger i kommunen São João Evangelista och delstaten Minas Gerais, i den sydöstra delen av landet, 600 km sydost om huvudstaden Brasília. São João Evangelista ligger 708 meter över havet och antalet invånare är 10 049.
Terrängen runt São João Evangelista är platt åt nordväst, men åt sydost är den kuperad. Runt São João Evangelista är det ganska glesbefolkat, med 35 invånare per kvadratkilometer.. Det finns inga andra samhällen i närheten.
Omgivningarna runt São João Evangelista är huvudsakligen savann.